# Jorge Esguromallis
Jorge Esguromallis (en griego: Γεώργιος Σγουρομάλλης) fue un señor bizantino del siglo XIII en el Despotado de Morea y oficial militar con el rango de protallagátor (una especie de comandante o jefe de tropas).
Esguromallis fue uno de los consejeros del déspota de Morea. En el año 1293 desempeñó un papel decisivo a favor de los francos, cuando tras una rebelión de los habitantes de Eskorta, estos capturaron el castillo de Kalamata. En ese momento, Esguromallis se encontraba en Constantinopla, donde brindó consejos útiles a los enviados francos, y posteriormente el emperador Andrónico II Paleólogo lo nombró jefe de la comisión encargada de entregar el castillo a los francos.
Según la versión francesa de la Crónica de Morea, fue acusado de traición contra el emperador por dicha acción, perdió todos sus cargos y murió vagando por las aldeas de Tsakonia, en un granero.